# Mokambo
Mokambo este un oraș în  provincia Katanga, Republica Democrată Congo. În 2012 avea o populație de 23 663 de locuitori, iar în 2004 avea 20 079.